# Lehma

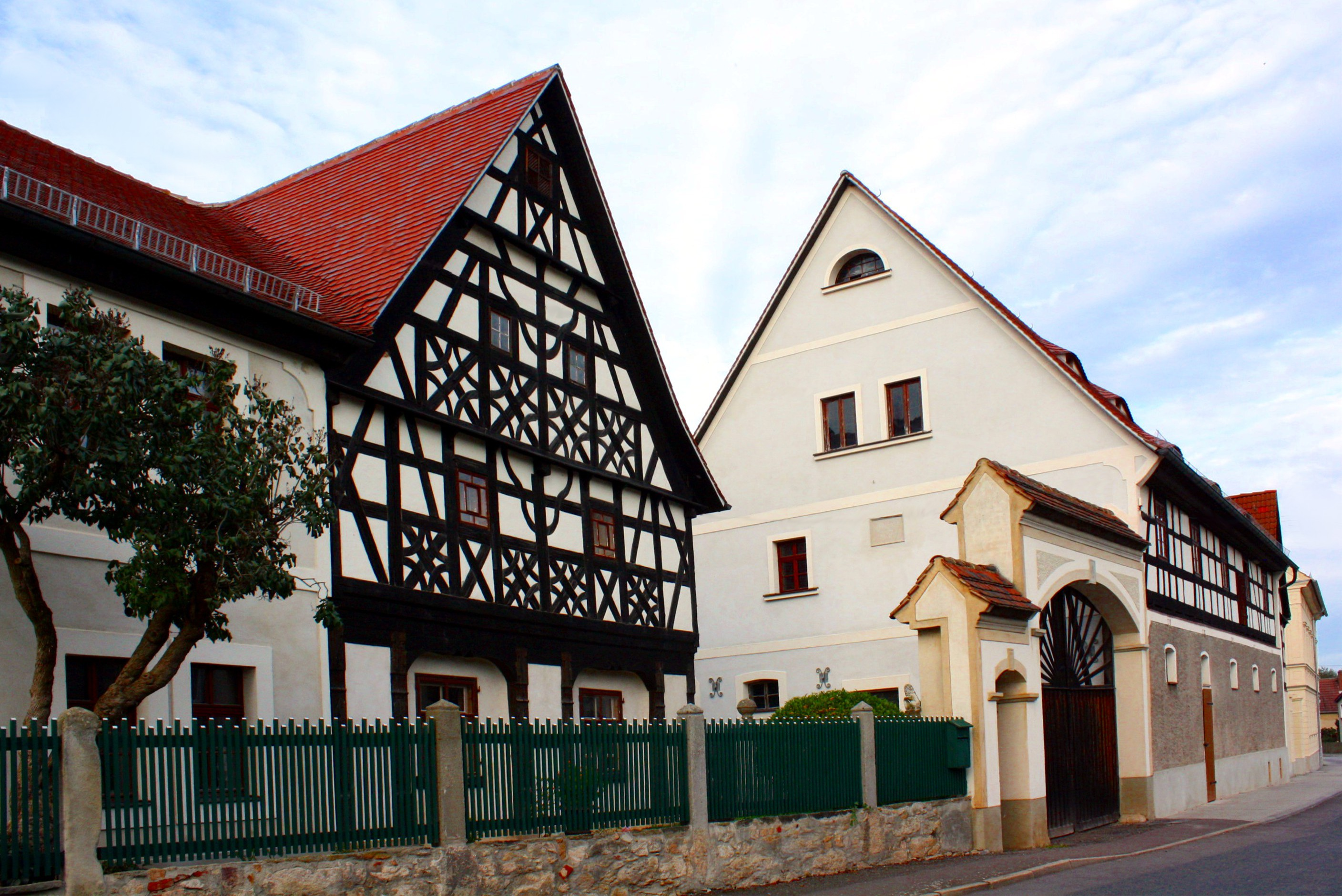
Typischer Altenburger Vierseithof

Lehma ist ein Ortsteil von Treben im Landkreis Altenburger Land in Thüringen.

## Lage
Lehma befindet sich südöstlich am Zipfel des Kammerforstes und ist mit der Landesstraße 1355 verkehrsmäßig angebunden. Die Gemarkung liegt am Rande der Pleißeniederung.

## Geschichte
Zwischen 1181 und 1214 fand die urkundliche Ersterwähnung statt. Lehma gehörte zum wettinischen Amt Altenburg, welches ab dem 16. Jahrhundert aufgrund mehrerer Teilungen im Lauf seines Bestehens unter der Hoheit folgender Ernestinischer Herzogtümer stand: Herzogtum Sachsen (1554 bis 1572), Herzogtum Sachsen-Weimar (1572 bis 1603), Herzogtum Sachsen-Altenburg (1603 bis 1672), Herzogtum Sachsen-Gotha-Altenburg (1672 bis 1826). Bei der Neuordnung der Ernestinischen Herzogtümer im Jahr 1826 kam der Ort wiederum zum Herzogtum Sachsen-Altenburg. Nach der Verwaltungsreform im Herzogtum gehörte er bezüglich der Verwaltung zum Ostkreis (bis 1900) bzw. zum Landratsamt Altenburg (ab 1900).
Lehma gehörte ab 1918 zum Freistaat Sachsen-Altenburg, der 1920 im Land Thüringen aufging. 1922 kam das Dorf zum Landkreis Altenburg. Am 1. Juli 1950 wurde Trebanz nach Lehma eingemeindet. Bei der zweiten Kreisreform in der DDR wurden 1952 die bestehenden Länder aufgelöst und die Landkreise neu zugeschnitten. Somit kam der Ort mit dem Kreis Altenburg an den Bezirk Leipzig. Nach der Neugründung des Freistaats Thüringen im Jahr 1990 gehörte Lehma zunächst wieder zu dessen Landkreis Altenburg, seit 1994 zum Landkreis Altenburger Land. Diese Gemeinde Lehma mit ihrem Ortsteil Trebanz wurde am 1. Januar 1996 nach Wintersdorf eingegliedert. Mit der Eingemeindung von Wintersdorf nach Meuselwitz am 1. Dezember 2007 kam Lehma kurzzeitig zu Meuselwitz. In einem Bürgerentscheid stimmten die Einwohner von Lehma und Trebanz für eine Umgliederung nach Treben, dies geschah am 30. Dezember 2008. 280 Personen wohnen im Ortsteil.
Im Rahmen der Wiederherstellung des historischen Ortsbildes von Lehma nach der politischen Wende wird in privater Initiative auch ein großer Vierseit-Bauernhof in der Hauptstraße 7 wiederhergestellt. Die Gebäude gehörten in der DDR-Zeit zu einer LPG und waren baulich heruntergekommen.

## Verkehr
Der Haltepunkt Treben-Lehma liegt an der Bahnstrecke Leipzig–Hof. Seit 2013 wird er von der S-Bahn Mitteldeutschland bedient.